# Bruant de Yéso
Emberiza yessoensis
Espèce
Statut de conservation UICN

 NT  : Quasi menacé
Le Bruant de Yéso (Emberiza yessoensis) est une espèce de la famille des Emberizidae.

## Liste des taxons de rang inférieur
Liste des sous-espèces selon la classification de référence du Congrès ornithologique international (15.1, 2025) :
- Emberiza yessoensis yessoensis Swinhoe, 1874 — Honshu et Kyushu ;
- Emberiza yessoensis continentalis Witherby, 1913 — Manchourie ; hiverne dans l'est de la Chine et en Corée du Sud.

## Systématique
Le nom scientifique complet (avec auteur) de ce taxon est Emberiza yessoensis (Swinhoe, 1874).
Ce taxon porte en français le nom vernaculaire ou normalisé suivant : Bruant de Yéso.